# La Destra
La Destra (deutsch: Die Rechte) war eine am 14. Juli 2007 gegründete rechtsgerichtete nationalistische Partei in Italien, die sich von der Alleanza Nazionale (AN) abgespalten hat. Zeitweise wurde sie auch als rechtsextrem charakterisiert. Am 17. Februar 2017 wurde die Partei aufgelöst und in das am nächsten Tag offiziell gegründete Movimento Nazionale per la Sovranità überführt, deren führende Köpfe Francesco Storace und der ehemalige Bürgermeister von Rom, Gianni Alemanno, sind.

## Geschichte
Bei den Parlamentswahlen 2008 schloss sich La Destra mit der neofaschistischen Fiamma Tricolore zu einer Liste zusammen und stellte Daniela Santanchè als Spitzenkandidatin auf. Storace, der von 2000 bis 2005 Präsident der Region Latium war, kandidierte bei den gleichzeitig stattfindenden Kommunalwahlen für das Amt des römischen Bürgermeisters. Berlusconis Wahlbündnis, zu dem sich die neue Formation in Konkurrenz sieht, wollte La Destra nach offiziellen Verlautbarungen auch bei einem knappen Wahlsieg der Rechten nicht in der Regierungsbildung unterstützen. Allerdings verfehlte die Partei mit 2,4 % bei den Wahlen zum Abgeordnetenhaus und 2,1 % bei den Senatswahlen wegen der Sperrklauseln (4 bzw. 8 %) den Einzug in beide Kammern und verlor dadurch an Einfluss und Bedeutung. 2009 erzielte sie bei der Europawahl in einem Bündnis mit den Parteien Partito Pensionati (PP),  Movimento per le Autonomie (MpA) und Alleanza di Centro (AdC) 2,2 Prozent und verlor somit ihren Sitz im Parlament.

## Ideologie
Auf Initiative ihres Vorsitzenden Francesco Storace versuchte die Partei seit der angestrebten Fusionierung der AN mit Silvio Berlusconis Forza Italia zum Popolo della Libertà (PdL) einen neuen politischen Raum zu schaffen, der klaren Bezug auf Politik und Kultur der neofaschistischen Rechten nimmt. Bereits durch den Namen, der übersetzt „Die Rechte“ bedeutet, wird die politische Position der Partei beschrieben. La Destra bezog sich auf die alte Dreieinigkeit von Gott, Vaterland und Familie. Dementsprechend griff die Partei als Symbol auch auf die Trikolore Italiens zurück. Innenpolitisch griff man Immigranten und das Bankenwesen an, während man gleichzeitig familiäre Werte fördern wollte.
Der AN wurde von Vertretern von La Destra vorgeworfen, die eigenen Werte verraten zu haben, indem sie sich zum Beispiel dafür einsetze, Einwanderern leichter die italienische Staatsbürgerschaft und das Wahlrecht zu ermöglichen. Außerdem wollte die Partei den historischen Faschismus nicht im Ganzen verdammen, sondern bezieht sich positiv auf einzelne Aspekte.